# Искренне, безумно, сильно
«Искренне, безумно, сильно» (англ. Truly, Madly, Deeply) — британский кинофильм в жанре драмы.

## Сюжет
Переводчица Нина страшно потрясена  из-за смерти своего бойфренда Джейми, с которым она была рядом не один год. Молодая женщина считает, что с его уходом её жизнь теряет смысл, когда вдруг является привидение Джейми. Так начинается их странная семейная жизнь.  В то же время она  встречает Марка, молодого и привлекательного психолога, к которому её влечет.

## В ролях
| Актёр             | Роль   |
| ----------------- | ------ |
| Джульет Стивенсон | Нина   |
| Алан Рикман       | Джейми |
| Билл Патерсон     | Сэнди  |
| Майкл Малони      | Марк   |
| Дебора Финдли     | Клэр   |

## Награды и номинации
| Год  | Премия                               | Категория                    | Номинация         | Итог      |
| ---- | ------------------------------------ | ---------------------------- | ----------------- | --------- |
| 1992 | БАФТА                                | Лучший актёр                 | Алан Рикман       | Номинация |
| 1992 | БАФТА                                | Лучшая актриса               | Джульет Стивенсон | Номинация |
| 1992 | БАФТА                                | Лучший оригинальный сценарий | Энтони Мингелла   | Победа    |
| 1992 | Evening Standard British Film Awards | Лучший актёр                 | Алан Рикман       | Победа    |
| 1992 | Evening Standard British Film Awards | Лучшая актриса               | Джульет Стивенсон | Победа    |
| 1992 | Evening Standard British Film Awards | Самый многообещающий новичок | Энтони Мингелла   | Победа    |
| 1992 | London Film Critics' Circle          | Лучший актёр                 | Алан Рикман       | Победа    |
| 1992 | London Film Critics' Circle          | Лучшая актриса               | Джульет Стивенсон | Победа    |
| 1991 | New York Film Critics Circle         | Лучший новый режиссёр        | Энтони Мингелла   | Номинация |
| 1991 | New York Film Critics Circle         | Лучшая актриса               | Джульет Стивенсон | Номинация |